# Giuseppe Ricca Rosellini

Comm. Prof. Giuseppe Ricca Rosellini (1834-1914)

Giuseppe Ricca Rosellini (Perugia, 4 novembre 1834 – Roma, 24 gennaio 1914) è stato un agronomo italiano.

## Biografia
Figlio di Francesco Ricca, incisore e pittore, e di Luisa Rosellini (figlia della poetessa Massimina Rosellini Fantastici e del patrizio pesciatino Luigi Rosellini), educato e istruito in famiglia insieme ai fratelli secondo i principi di Raffaello Lambruschini, consegue, nel 1857, la laurea in Fisica e Matematica presso l'Università di Perugia, dopo la quale si dedica agli studi superiori di Agronomia, a Pisa e a Firenze, sotto la guida dei docenti Pietro Cuppari e Targioni Tozzetti. Con il primo, in particolare, condividerà l'interesse costante per i viaggi d'indagine agraria e per l'utilità dell'insegnamento nomade, cioè dedicato all'acculturazione delle diverse zone d'Italia.
Nominato professore di Agronomia ed Estimo, dal novembre 1863, nel Regio Istituto Tecnico di Forlì, città nella quale conosce la futura sposa Elisabetta Brasini (figlia dell'imprenditore Biagio Brasini), inizia, dopo l'impegno come volontario nella campagna di guerra per il Tirolo del 1866, un'attività di promozione del sapere agronomico applicato alle situazioni e condizioni della Romagna di metà Ottocento.
Attraverso i fogli de L'Industriale romagnolo, il periodico da lui fondato a Forlì e diretto dal 1867 al 1872, e altre numerose pubblicazioni, introduce in Romagna un nuovo tipo di macchina trebbiatrice, realizzata tramite aggiunte e modifiche al modello inglese Ruston Proctor & C. di Lincoln; si occupa della macerazione del lino e della canapa, proponendo di costituire in Romagna uno stabilimento industriale di macerazione ad acqua calda.
Seguirono vari incarichi d'insegnamento e di ricerca, all'Università di Pisa (1870) e presso l'Istituto Tecnico e la stazione sperimentale agraria di Udine, ricerche sulle condizioni geognostiche e agricole dell'Istria (1871-72), studi agronomici e tecnici in Sardegna, progetto di bonifica della valle del Coghinas (1873-74), l'insegnamento a Reggio Calabria (1877 – 78) e Bari (1879), esperienze che gli permisero di sperimentare e insegnare le sue conoscenze riguardo alla coltivazione della vite; fino alla nomina a Ispettore dell'Agricoltura e dell'insegnamento agrario, nel 1880. Si occupò quindi dell'organizzazione o del riordinamento di varie Scuole di Agricoltura: Catanzaro (1883-84), Cesena (1884), Perugia (1890-95), Imola (1904), Pescia (1906-8).
Nominato Ispettore Capo dell'Agricoltura e dell'Insegnamento Agrario presso il Ministero di Agricoltura Industria e Commercio nel 1893, e Ispettore generale nel 1908, si dedicò, negli ultimi anni, a uno studio sul progresso della meccanica agraria in Italia, dal 1861 al 1896, e ai temi dell'Istruzione agraria e forestale nel mondo, nel corso dell'Ottocento.
Socio di molte società agrarie italiane e straniere, tra cui l'Accademia dei Georgofili di Firenze e quella dell'I. R. Società di Orticoltura di Vienna, ottenne nel 1893 - tra le altre onorificenze -, la Croce di Commendatore dell'Ordine della Corona d'Italia e Ufficiale dell'Ordine dei Santi Maurizio e Lazzaro (in evidenza nella foto).

## Opere
- Della sementa a porche del grano e del polivomero copriseme- Gaetano Pasqui, Giornale di agricoltura del Regno d'Italia, 1867
- Macerazione del lino e specialmente della canapa col sistema americano, Forlì 1869
- Riordinamento dell'Istruzione Agraria nel Regno d'Italia, Udine, 1875
- Catalogo degli attrezzi rurali e del materiale scientifico appartenenti alla scuola di agricoltura e pastorizia della Calabria, Catanzaro 1875
- Coltivazioni sperimentali promosse dal Ministero dell'Agricoltura, Industria e Commercio nel decennio 79-89, Roma 1883
- Notizie sull'agricoltura in Italia per l'Esposizione Universale di Parigi nell'anno 1900, Roma 1900
- Catalogo delle Mostre agrarie, preparate dal Ministero dell'Agricoltura per la Esposizione Universale di Parigi, Roma 1900